# Sigebert le Boiteux
Pour les articles homonymes, voir Sigebert.
Sigebert le Boiteux († 507) est un roi des Francs (rhénans) à Cologne. Il est déjà roi en 496 et est apparenté à Clovis.

## Biographie
Aucun document ne permet de savoir la date de son avènement, qui est probablement postérieure à 469 et antérieure à 496.
Afin de lutter efficacement contre la pression alamane, ses prédécesseurs s'étaient alliés aux Burgondes et le prince franc Sigemer avait épousé une princesse burgonde en 469 à Lyon,. Il s'en était suivi une période de tension avec les Francs saliens, car Gondioc, roi des Burgondes et magister militum, le nouvel allié des Francs rhénans est opposé à un autre magister militum, le romain Ægidius qui est allié aux Francs saliens,,.

Les royaumes Francs vers 480,.

À l'époque de Sigebert, la paix, voire la coopération, entre les Francs saliens et les Francs rhénans est revenue. Sigebert ne participa pas à la bataille de Soissons lors de la campagne contre Syagrius, au contraire des autres rois Francs : sa mission était de protéger les arrières des royaumes francs contre les Alamans. En 496, ces derniers envahissent son royaume et Sigebert appelle Clovis à son secours. Les deux cousins livrent le combat à Tolbiac, défont et repoussent les Alamans. Sigebert est blessé au genou au cours de la bataille, blessure qui lui vaut le qualificatif de « boiteux ». Cette victoire contre les Alamans semble s'être soldée par un gain territorial, celui de la région messine. En effet cette région aux mains des Alamans vers 480 fait partie de la Francia Rinensis, selon le  Cosmographe de Ravenne, qui tenait probablement ses informations du géographe ostrogoth Athanarid, qui a dressé ses cartes entre 496 et 507,.
En échange de son aide, il envoie une partie de son armée, menée par son fils Clodéric, aider Clovis à combattre Alaric II, roi des Wisigoths à Vouillé, puis à conquérir l'Aquitaine. Selon Grégoire de Tours, à la fin de la campagne, Clovis incite Clodéric à faire mourir son père, ce qu'il fait lors d'une promenade (ou plus probablement une chasse) de ce dernier en forêt de Buconia. Mais Godefroid Kurth, suivi de nos jours par Georges Bordonove, relève quelques problèmes dans le récit de Grégoire de Tours et estime que Sigebert est mort tué dans une embuscade, sans que Clodéric en soit responsable,.

## Famille

### Son ascendance
Si Grégoire de Tours parle de Sigebert le Boiteux, il ne dit rien de l'ascendance de ce dernier, se bornant à signaler que Clovis et Sigebert étaient parents.
Plusieurs auteurs considèrent que les royaumes francs étaient gouvernés par les membres d'une même dynastie. Ainsi Godefroid Kurth présente les rois francs éliminés par Clovis comme des descendants de Clodion le Chevelu, Karl Ferdinand Werner parle du partage d'états très divers entre les membres d'une même dynastie, Christian Settipani présente les différents rois francs (Clovis, Ragnacaire, Richer, Cararic et Sigebert le Boiteux) comme tous issus de Clodion le Chevelu et Franz Staab parle de la « dynastie mérovingienne rhénane » ou de « la branche rhénane de la dynastie mérovingienne ».
Il existe une généalogie rédigée en Neustrie entre 584 et 629, qui bien que fortement erronée, mentionne un Clodebaud comme fils de Clodion et suggère que Clodebaud est un prédécesseur de Clodéric. Une autre généalogie de rois francs, rédigée en Austrasie vers 629 ou 639 et qui semble également être une interpolation d'une liste de rois saliens, cite également un Clodebaud fils de Clodion,.
En 469, Sidoine Apollinaire raconte dans une lettre la venue à Lyon d'un prince du nom de Sigemer qui se marie avec une princesse burgonde. La description de son costume permet d'identifier ce Sigemer comme un Franc rhénan. Clodéric, le fils aîné de Sigebert est né vers 485, donc Sigebert est né au plus tard vers 465 et ne peut être un fils de Sigemer marié en 469. Il en est probablement le frère et pourrait être fils de Clodebaud.

### Sa descendance
D'une épouse dont le nom est resté inconnu, Sigebert a laissé plusieurs enfants :
- Clodéric (v. 485 † 509), roi de Cologne, ainsi que le raconte Grégoire de Tours ;
- saint Baudry, Baldéric de Montfaucon, prêtre et cofondateur de l'Abbaye Saint-Pierre-les-Dames à Reims ;               Il est le frère jumeau de
- sainte Beuve ou Boba, cofondatrice et première abbesse de l'Abbaye Saint-Pierre-les-Dames à Reims.                       Ces deux derniers noms sont donnés par Flodoard, dans son Historia ecclesiæ Remensis qui précise qu'ils sont enfants d'un roi Sigebert. Comme la fondation s'est faite avec l'aide de saint Rémi, ce roi Sigebert ne peut pas être Sigebert Ier, mais Sigebert le Boiteux[21].

### Généalogie hypothétique
|         |         |         |         |         |         |  |  |                                     |                                     |                                     |                                     |                                        |                                        |                                        |                                        |                                              |                                              |                                              |                                              | Clodion le Chevelu († 451) roi des Francs    |                                              |  |  |                                                    |                                                    |                                                    |                                                    |                                                    |                                                    |                                      |                                      |                                      |                                      |                                      |                                      |                                            |                                            |                                            |                                            |                                            |                                            |                 |                 |                 |                 |  |  |                                            |                                            |                                            |                                            |                                            |                                            |  |  |  |  |  |  |  |  |  |  |  |  |  |  |  |  |  |  |  |  |  |  |  |  |  |  |  |  |  |  |  |  |
|         |         |         |         |         |         |  |  |                                     |                                     |                                     |                                     |                                        |                                        |                                        |                                        |                                              |                                              |                                              |                                              |                                              |                                              |  |  |                                                    |                                                    |                                                    |                                                    |                                                    |                                                    |                                      |                                      |                                      |                                      |                                      |                                      |                                            |                                            |                                            |                                            |                                            |                                            |                 |                 |                 |                 |  |  |                                            |                                            |                                            |                                            |                                            |                                            |  |  |  |  |  |  |  |  |  |  |  |  |  |  |  |  |  |  |  |  |  |  |  |  |  |  |  |  |  |  |  |  |
|         |         |         |         |         |         |  |  |                                     |                                     |                                     |                                     |                                        |                                        |                                        |                                        |                                              |                                              |                                              |                                              |                                              |                                              |  |  |                                                    |                                                    |                                                    |                                                    |                                                    |                                                    |                                      |                                      |                                      |                                      |                                      |                                      |                                            |                                            |                                            |                                            |                                            |                                            |                 |                 |                 |                 |  |  |                                            |                                            |                                            |                                            |                                            |                                            |  |  |  |  |  |  |  |  |  |  |  |  |  |  |  |  |  |  |  |  |  |  |  |  |  |  |  |  |  |  |  |  |
|         |         |         |         |         |         |  |  |                                     |                                     |                                     |                                     | Mérovée († 457) roi des Francs saliens | Mérovée († 457) roi des Francs saliens | Mérovée († 457) roi des Francs saliens | Mérovée († 457) roi des Francs saliens | Mérovée († 457) roi des Francs saliens       | Mérovée († 457) roi des Francs saliens       |                                              |                                              |                                              |                                              |  |  |                                                    |                                                    |                                                    |                                                    |                                                    |                                                    | Clodebaud roi des Francs (rhénans ?) | Clodebaud roi des Francs (rhénans ?) | Clodebaud roi des Francs (rhénans ?) | Clodebaud roi des Francs (rhénans ?) | Clodebaud roi des Francs (rhénans ?) | Clodebaud roi des Francs (rhénans ?) |                                            |                                            |                                            |                                            |                                            |                                            |                 |                 |                 |                 |  |  |                                            |                                            |                                            |                                            |                                            |                                            |  |  |  |  |  |  |  |  |  |  |  |  |  |  |  |  |  |  |  |  |  |  |  |  |  |  |  |  |  |  |  |  |
|         |         |         |         |         |         |  |  |                                     |                                     |                                     |                                     | Mérovée († 457) roi des Francs saliens | Mérovée († 457) roi des Francs saliens | Mérovée († 457) roi des Francs saliens | Mérovée († 457) roi des Francs saliens | Mérovée († 457) roi des Francs saliens       | Mérovée († 457) roi des Francs saliens       |                                              |                                              |                                              |                                              |  |  |                                                    |                                                    |                                                    |                                                    |                                                    |                                                    | Clodebaud roi des Francs (rhénans ?) | Clodebaud roi des Francs (rhénans ?) | Clodebaud roi des Francs (rhénans ?) | Clodebaud roi des Francs (rhénans ?) | Clodebaud roi des Francs (rhénans ?) | Clodebaud roi des Francs (rhénans ?) |                                            |                                            |                                            |                                            |                                            |                                            |                 |                 |                 |                 |  |  |                                            |                                            |                                            |                                            |                                            |                                            |  |  |  |  |  |  |  |  |  |  |  |  |  |  |  |  |  |  |  |  |  |  |  |  |  |  |  |  |  |  |  |  |
|         |         |         |         |         |         |  |  |                                     |                                     |                                     |                                     |                                        |                                        |                                        |                                        |                                              |                                              |                                              |                                              |                                              |                                              |  |  |                                                    |                                                    |                                                    |                                                    |                                                    |                                                    |                                      |                                      |                                      |                                      |                                      |                                      |                                            |                                            |                                            |                                            |                                            |                                            |                 |                 |                 |                 |  |  |                                            |                                            |                                            |                                            |                                            |                                            |  |  |  |  |  |  |  |  |  |  |  |  |  |  |  |  |  |  |  |  |  |  |  |  |  |  |  |  |  |  |  |  |
| Genniod | Genniod | Genniod | Genniod | Genniod | Genniod |  |  | Chilpéric ou Childebert             | Chilpéric ou Childebert             | Chilpéric ou Childebert             | Chilpéric ou Childebert             | Chilpéric ou Childebert                | Chilpéric ou Childebert                |                                        |                                        | Childéric Ier († 481) roi des Francs saliens | Childéric Ier († 481) roi des Francs saliens | Childéric Ier († 481) roi des Francs saliens | Childéric Ier († 481) roi des Francs saliens | Childéric Ier († 481) roi des Francs saliens | Childéric Ier († 481) roi des Francs saliens |  |  | Sigemer prince franc en 469 x (princesse burgonde) | Sigemer prince franc en 469 x (princesse burgonde) | Sigemer prince franc en 469 x (princesse burgonde) | Sigemer prince franc en 469 x (princesse burgonde) | Sigemer prince franc en 469 x (princesse burgonde) | Sigemer prince franc en 469 x (princesse burgonde) |                                      |                                      |                                      |                                      |                                      |                                      | Sigebert le Boiteux († 507) roi de Cologne | Sigebert le Boiteux († 507) roi de Cologne | Sigebert le Boiteux († 507) roi de Cologne | Sigebert le Boiteux († 507) roi de Cologne | Sigebert le Boiteux († 507) roi de Cologne | Sigebert le Boiteux († 507) roi de Cologne |                 |                 |                 |                 |  |  |                                            |                                            |                                            |                                            |                                            |                                            |  |  |  |  |  |  |  |  |  |  |  |  |  |  |  |  |  |  |  |  |  |  |  |  |  |  |  |  |  |  |  |  |
| Genniod | Genniod | Genniod | Genniod | Genniod | Genniod |  |  | Chilpéric ou Childebert             | Chilpéric ou Childebert             | Chilpéric ou Childebert             | Chilpéric ou Childebert             | Chilpéric ou Childebert                | Chilpéric ou Childebert                |                                        |                                        | Childéric Ier († 481) roi des Francs saliens | Childéric Ier († 481) roi des Francs saliens | Childéric Ier († 481) roi des Francs saliens | Childéric Ier († 481) roi des Francs saliens | Childéric Ier († 481) roi des Francs saliens | Childéric Ier († 481) roi des Francs saliens |  |  | Sigemer prince franc en 469 x (princesse burgonde) | Sigemer prince franc en 469 x (princesse burgonde) | Sigemer prince franc en 469 x (princesse burgonde) | Sigemer prince franc en 469 x (princesse burgonde) | Sigemer prince franc en 469 x (princesse burgonde) | Sigemer prince franc en 469 x (princesse burgonde) |                                      |                                      |                                      |                                      |                                      |                                      | Sigebert le Boiteux († 507) roi de Cologne | Sigebert le Boiteux († 507) roi de Cologne | Sigebert le Boiteux († 507) roi de Cologne | Sigebert le Boiteux († 507) roi de Cologne | Sigebert le Boiteux († 507) roi de Cologne | Sigebert le Boiteux († 507) roi de Cologne |                 |                 |                 |                 |  |  |                                            |                                            |                                            |                                            |                                            |                                            |  |  |  |  |  |  |  |  |  |  |  |  |  |  |  |  |  |  |  |  |  |  |  |  |  |  |  |  |  |  |  |  |
|         |         |         |         |         |         |  |  |                                     |                                     |                                     |                                     |                                        |                                        |                                        |                                        |                                              |                                              |                                              |                                              |                                              |                                              |  |  |                                                    |                                                    |                                                    |                                                    |                                                    |                                                    |                                      |                                      |                                      |                                      |                                      |                                      |                                            |                                            |                                            |                                            |                                            |                                            |                 |                 |                 |                 |  |  |                                            |                                            |                                            |                                            |                                            |                                            |  |  |  |  |  |  |  |  |  |  |  |  |  |  |  |  |  |  |  |  |  |  |  |  |  |  |  |  |  |  |  |  |
|         |         |         |         |         |         |  |  | Clotilde († 545) princesse burgonde | Clotilde († 545) princesse burgonde | Clotilde († 545) princesse burgonde | Clotilde († 545) princesse burgonde | Clotilde († 545) princesse burgonde    | Clotilde († 545) princesse burgonde    |                                        |                                        | Clovis Ier († 511) roi des Francs            | Clovis Ier († 511) roi des Francs            | Clovis Ier († 511) roi des Francs            | Clovis Ier († 511) roi des Francs            | Clovis Ier († 511) roi des Francs            | Clovis Ier († 511) roi des Francs            |  |  | Ne (princesse rhénane)                             | Ne (princesse rhénane)                             | Ne (princesse rhénane)                             | Ne (princesse rhénane)                             | Ne (princesse rhénane)                             | Ne (princesse rhénane)                             |                                      |                                      | Clodéric († 508) roi de Cologne      | Clodéric († 508) roi de Cologne      | Clodéric († 508) roi de Cologne      | Clodéric († 508) roi de Cologne      | Clodéric († 508) roi de Cologne            | Clodéric († 508) roi de Cologne            |                                            |                                            | Baldéric prêtre                            | Baldéric prêtre                            | Baldéric prêtre | Baldéric prêtre | Baldéric prêtre | Baldéric prêtre |  |  | sainte Beuve abbesse de St Pierre de Reims | sainte Beuve abbesse de St Pierre de Reims | sainte Beuve abbesse de St Pierre de Reims | sainte Beuve abbesse de St Pierre de Reims | sainte Beuve abbesse de St Pierre de Reims | sainte Beuve abbesse de St Pierre de Reims |  |  |  |  |  |  |  |  |  |  |  |  |  |  |  |  |  |  |  |  |  |  |  |  |  |  |  |  |  |  |  |  |
|         |         |         |         |         |         |  |  | Clotilde († 545) princesse burgonde | Clotilde († 545) princesse burgonde | Clotilde († 545) princesse burgonde | Clotilde († 545) princesse burgonde | Clotilde († 545) princesse burgonde    | Clotilde († 545) princesse burgonde    |                                        |                                        | Clovis Ier († 511) roi des Francs            | Clovis Ier († 511) roi des Francs            | Clovis Ier († 511) roi des Francs            | Clovis Ier († 511) roi des Francs            | Clovis Ier († 511) roi des Francs            | Clovis Ier († 511) roi des Francs            |  |  | Ne (princesse rhénane)                             | Ne (princesse rhénane)                             | Ne (princesse rhénane)                             | Ne (princesse rhénane)                             | Ne (princesse rhénane)                             | Ne (princesse rhénane)                             |                                      |                                      | Clodéric († 508) roi de Cologne      | Clodéric († 508) roi de Cologne      | Clodéric († 508) roi de Cologne      | Clodéric († 508) roi de Cologne      | Clodéric († 508) roi de Cologne            | Clodéric († 508) roi de Cologne            |                                            |                                            | Baldéric prêtre                            | Baldéric prêtre                            | Baldéric prêtre | Baldéric prêtre | Baldéric prêtre | Baldéric prêtre |  |  | sainte Beuve abbesse de St Pierre de Reims | sainte Beuve abbesse de St Pierre de Reims | sainte Beuve abbesse de St Pierre de Reims | sainte Beuve abbesse de St Pierre de Reims | sainte Beuve abbesse de St Pierre de Reims | sainte Beuve abbesse de St Pierre de Reims |  |  |  |  |  |  |  |  |  |  |  |  |  |  |  |  |  |  |  |  |  |  |  |  |  |  |  |  |  |  |  |  |

## Sources
Grégoire de Tours, Histoires, livre II :

« Cependant Clovis en vint aux mains avec Alaric, roi des Goths, dans le champ de Vouglé à trois lieues de la ville de Poitiers. Les Goths ayant pris la fuite selon leur coutume, le roi Clovis, aidé de Dieu, remporta la victoire ; il avait pour allié le fils de Sigebert Claude, nommé Chlodéric. Ce Sigebert boitait d’un coup qu’il avait reçu au genou à la bataille de Tolbiac contre les Allemands.  »

« Le roi Clovis, pendant son séjour à Paris (l’an 509), envoya en secret au fils de Sigebert, lui faisant dire : Voilà que ton père est âgé, et, il boite de son pied malade ; s’il venait à mourir, son royaume t’appartiendrait de droit ainsi que notre amitié. Séduit par cette ambition, Clodéric forma le projet de tuer son père. Sigebert, étant sorti de la ville de Cologne, et ayant passé le Rhin pour se promener dans la forêt de Buconia, s’endormit à midi dans sa tente ; son fils envoya contre lui des assassins et le fit tuer, dans l’espoir qu’il posséderait son royaume. Mais, par le jugement de Dieu, il tomba dans le fossé qu’il avait méchamment creusée pour son père. Il envoya au roi Clovis des messagers pour lui annoncer la mort de son père et lui dire : Mon père est mort, et j’ai en mon pouvoir ses trésors et son royaume. Envoie-moi quelques-uns des tiens, et je leur remettrai volontiers ceux des trésors qui te plairont. Clovis lui répondit : Je rends grâce à ta bonne volonté, et je te prie de montrer tes trésors à mes envoyés, après quoi tu les posséderas tous. Clodéric montra donc aux envoyés les trésors de son père. Pendant qu’ils les examinaient, le prince dit : C’est dans ce coffre que mon père avait coutume d’amasser ses pièces d’or. Ils lui dirent : Plongez votre main jusqu’au fond pour trouver tout. Lui l’ayant fait et s’étant tout à fait baissé, un des envoyés leva sa francisque et lui brisa le crâne.
Ainsi cet indigne fils subit la mort dont il avait frappé son père. Clovis, apprenant que Sigebert et son fils étaient morts, vint dans cette même ville, et ayant convoqué tout le peuple, il dit : Écoutez ce qui est arrivé. Pendant que je naviguais sur le fleuve de l’Escaut, Clodéric, fils de mon parent, tourmentait son père en lui disant que je voulais le tuer. Comme Sigebert fuyait à travers la forêt de Buconia, Chlodéric a envoyé contre lui des meurtriers qui l’ont mis à mort ; lui-même a été assassiné, je ne sais par qui, au moment où il ouvrait les trésors de son père. Je ne suis nullement complice de ces choses. Je ne puis répandre le sang de mes parents, car cela est défendu ; mais, puisque ces choses sont arrivées, je vous donne un conseil, s’il vous est agréable, acceptez-le. Ayez recours à moi, mettez-vous sous ma protection. Le peuple répondit à ces paroles par des applaudissements de main et de bouche, et, l’ayant élevé sur un bouclier, ils le créèrent leur roi. Clovis reçut donc le royaume et les trésors de Sigebert et les ajouta à sa domination. »